# Philistidès de Mallos
Pour les articles homonymes, voir Philistidès.
Philistidès de Mallos (grec ancien : Φιλιστείδης) est un mythographe et géographe grec qui n'est connu que par deux mentions de Pline l'Ancien. Il tire son nom de la ville de Mallos en Cilicie, dont il  était sans doute originaire. On ne sait pas l'époque à laquelle il a vécu.

## Sources anciennes sur Philistidès
D'après Pline l'Ancien, il apparaît qu'il avait écrit sur les îles et leur nom. Les deux passages qui le mentionnent concernent des îles. L'un (4, 58) concerne les noms de la Crète ; l'autre (4, 120), l'île d'Érytheia dans la baie de Cadix.
Il ne doit pas être confondu avec deux archontes athéniens du même nom, ni avec Philistidès, tyran pro-macédonien d'Oreos au IVe siècle av. J.-C., chassé par les Athéniens en 341 av. J.-C.